# Carsten Staub
Carsten Staub (* 21. September 1981 in Eisleben) ist ein deutscher Kommunalpolitiker. Er ist seit 27. April 2020 Bürgermeister der Lutherstadt Eisleben.

## Leben
Carsten Staub wuchs in Eisleben auf. Nach seinem Abitur 2000 am Martin-Luther-Gymnasium Eisleben leistete er seinen Grundwehrdienst bei der Bundeswehr. Ab 2001 absolvierte er eine Ausbildung zum Bankkaufmann und dieser folgte im Jahr 2009 ein Studium zum Diplom-Finanzwirt an der Fachhochschule für Finanzen des Landes Brandenburg. Nach seinem Abschluss war er als Beamter beim Finanzamt tätig und wechselte 2014 in die Stadtverwaltung Eislebens. Er wurde 2017 Fachbereichsleiter für Ordnung und Sicherheit der Lutherstadt.
Carsten Staub ist verheiratet und hat drei Kinder.

## Politische Arbeit
Carsten Staub wurde am 1. Dezember 2019 als parteiloser Kandidat der CDU mit 67,6 % der Stimmen in der Stichwahl zum Bürgermeister der Lutherstadt Eisleben gewählt. Seit dem 27. April 2020 ist Staub Bürgermeister.